# Otto Kindt

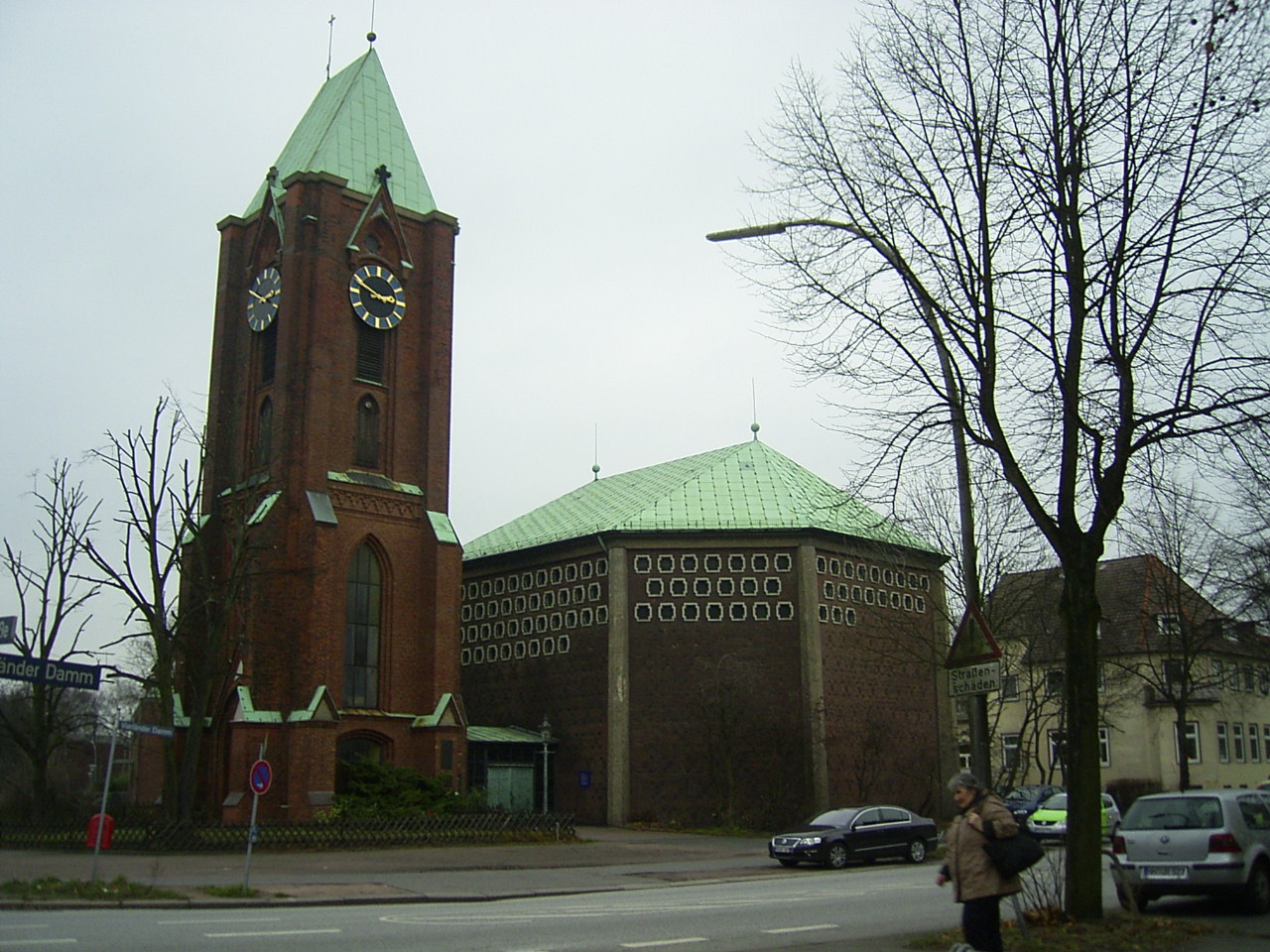
St.-Thomas-Kirche in Hamburg-Rothenburgsort

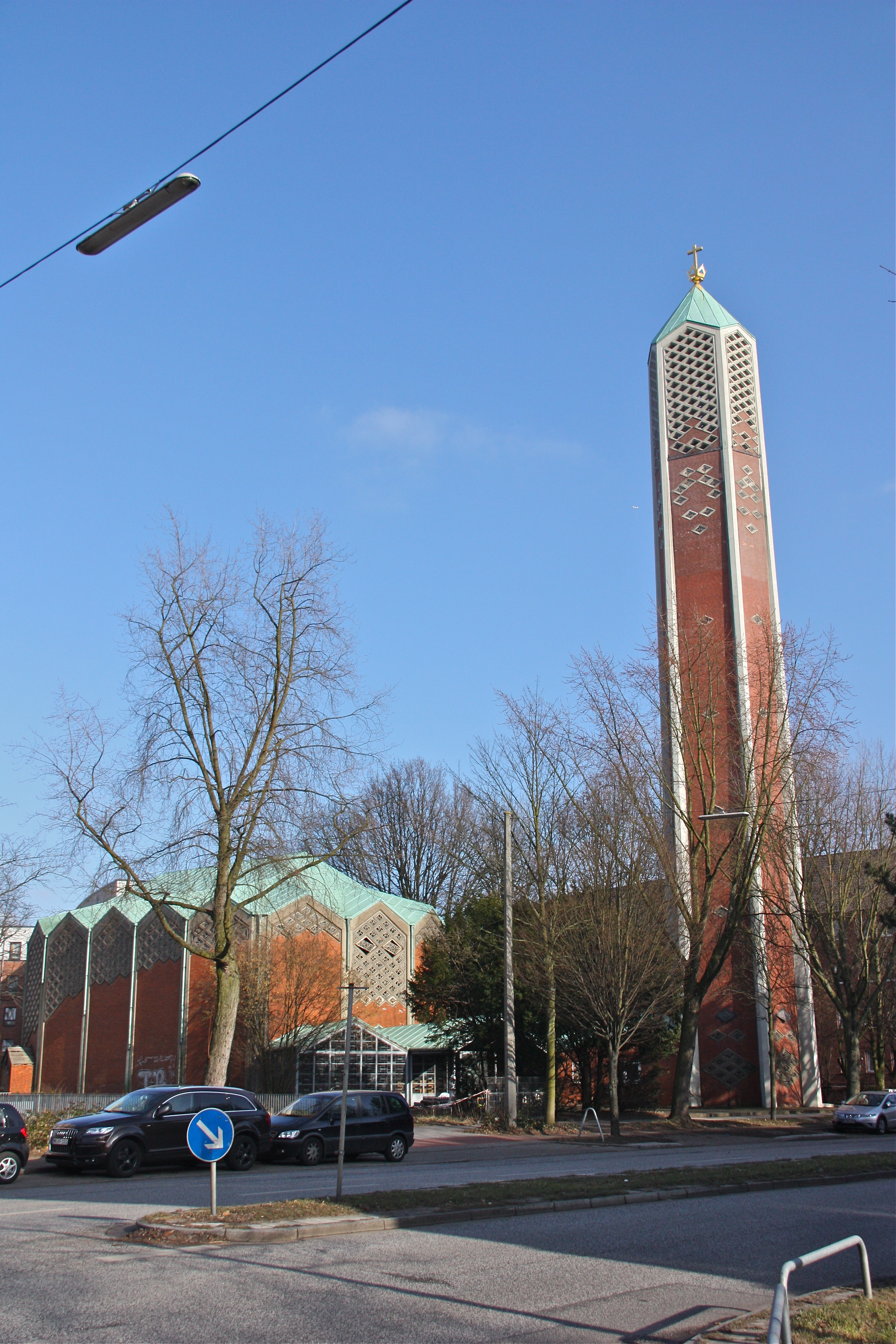
Kapernaumkirche in Hamburg-Horn

Otto Kindt (* 7. Mai 1909 in Paderborn; † 12. Juli 2006 in Hamburg) war ein deutscher Architekt.

## Leben
Otto Kindt studierte von 1928 bis 1933 an den Technischen Hochschulen in Darmstadt und Berlin. Nach Tätigkeiten in Architekturbüros studierte er von 1935 bis 1938 bei Heinrich Tessenow Architektur und wurde dessen Assistent. Er wurde 1940 zum Doktoringenieur promoviert. Von 1939 bis 1945 leistete er den Militärdienst. Nach dem Zweiten Weltkrieg zog Kindt nach Hamburg und leitete bis 1975 ein Architekturbüro.
Nach Entwürfen Kindts entstanden die deutschen Soldatenfriedhöfe in Helsinki-Honkanummi (Einweihung am 30. August 1963) und Rovaniemi-Norvajärvi (Einweihung am 31. August 1963) sowie der Soldatenfriedhof in Bastia (Einweihung am 6. August 1975).
Im Jahr 1975 erhielt Otto Kindt die Heinrich-Tessenow-Medaille. Er verstarb 97-jährig und wurde auf dem Friedhof Ohlsdorf beigesetzt. Die Grabstätte liegt westlich von Kapelle 10 (Planquadrat M 29).  

## Bauten
- 1951–1952: Dänische Seemannskirche in Hamburg-Neustadt
- 1952–1958: Beteiligung am Bau der Siedlung Hochbahnschleife in Hamburg-Barmbek
- 1953–1957: St.-Thomas-Kirche in Hamburg-Rothenburgsort
- 1956: Osterkirche in Neuengörs[2]
- 1956–1959: Siedlung Denickestraße in Hamburg-Heimfeld
- 1958–1961: Kapernaumkirche in Hamburg-Horn[3], jetzt Al Nour Moschee
- Röhrenbahnhöfe in Hamburg:
  - 1968–1970: U-Bahnhof Gänsemarkt
  - 1968–1970: U-Bahnhof Messehallen
  - 1966–1968: U-Hauptbahnhof Nord

## Schriften
- Zweispänner. Grundrissentwicklungen beim Mehrwohnungshaus. Bauweltverlag der Ullstein AG, Berlin 1952.
- Das Einwohnungs-Reihenhaus. Ergebnis einer Befragung. Vermessungsamt Hamburg, Hamburg 1957. (= Schriften zum Bau-, Wohnungs- und Siedlungswesen, Heft 25.)
- Das wohnliche Haus. Ullstein Fachverlag, Berlin 1957.
- mit Hans Hasche: Ausstellung und Katalog-Zusammenstellung zur Heinrich–Tessenow–Ausstellung 1957.
- Einfamilien-Reihenhäuser. Karl Krämer Verlag, Stuttgart 1961.
- als Herausgeber: Heinrich Tessenow. Geschriebenes, Gedanken eines Baumeisters. Friedrich Vieweg & Sohn, Braunschweig 1982.
- als Herausgeber: Heinrich Tessenow. Ich verfolgte bestimmte Gedanken... Dorf, Stadt, Großstadt – was nun?. Thomas Helms Verlag Schwerin 1996.
- als Herausgeber: Heinrich Tessenow. Nachdenkliches. Thomas Helms Verlag Schwerin 2000.
- Heinrich Tessenow und seine Zeit. Nach dem von ihm Geschriebenen, den Büchern und nachgelassenen Schriften. Thomas Helms Verlag Schwerin 2005.